# Cesare Spellanzon
Cesare Spellanzon (Venezia, 14 febbraio 1884 – Milano, 4 settembre 1957) è stato un giornalista e storico italiano.

## Biografia
Abbraccia molto presto la strada del giornalismo: a soli 19 anni entra come redattore al Gazzettino, per passare poi al Secolo e, infine, a La Stampa. Accanto all'attività di pubblicista, affianca quella delle ricerche storiografiche: è del 1912 Africa nemica e del 1922 La tregua di Versailles. Si tratta di ricerche che prendevano lo spunto da avvenimenti politico-militari e diplomatici. La sua carriera come giornalista prosegue fino al 1925, quando il consolidamento del fascismo e la fine della libertà di stampa lo costringono a dedicarsi esclusivamente all'attività di storico. Il suo lavoro più importante è la Storia del Risorgimento e dell'unità d'Italia, opera in otto volumi, proseguita e conclusa alla sua morte da Ennio di Nolfo.

## Opere
- Storia del risorgimento e dell'unità d'Italia, 8 Voll., Milano, Rizzoli, 1933 - 1965
  - Volume I - Dalle origini ai moti del 1820-21 e al Congresso di Verona, 876 pp. (Rizzoli, Milano, 1933 - Prima ristampa 1951)
  - Volume II - Da dopo i moti del 1820-21 alla elezione di Papa Pio IX (1846), 916 pp. (Rizzoli, Milano, 1934)
  - Volume III - Dalla elezione di Papa Pio IX all'inizio della guerra d'indipendenza (1848), 960 pp. (Rizzoli, Milano, 1936)
  - Volume IV - Dall'inizio della guerra del 1848 all'armistizio Salasco, 1008 pp. (Rizzoli, Milano, 1938)
  - Volume V - Dall'armistizio Salasco alla fuga del Papa dallo Stato Romano alle agitazioni per la Costituente Italiana, 1040 pp. (Rizzoli, Milano, 1950)
  - Volume VI - Il 1849. Dal Ministero Gioberti alla Battaglia di Novara, i dieci giorni di Brescia e la difesa di Venezia, la pace e il Piemonte dopo Novara, 942 pp. (Rizzoli, Milano, 1959)
  - Volume VII - Il 1849. Governo democratico e Restaurazione in Toscana, la Repubblica Romana, la reazione nel Regno delle Due Sicilie, 906 pp. (Rizzoli, Milano, 1960)
  - Volume VIII - L'Italia e l'Europa durante la Seconda Restaurazione, il Piemonte Cavouriano e la Guerra di Crimea, 1116 pp. (Rizzoli, Milano, 1965)